# Unterbäch
Unterbäch (walliserdeutsch: Unnerbäch) ist eine Munizipalgemeinde und eine Burgergemeinde im Bezirk Westlich Raron sowie eine Pfarrgemeinde des Dekanats Raron im deutschsprachigen Teil des Schweizer Kantons Wallis.

## Geographie
Das Dorf liegt in den Walliser Alpen an einem südlichen Hochplateau über dem Rhonetal, an der sogenannten Schattenberge, die trotz des Namens eine der sonnigsten und schönsten Gegenden der Schweiz ist. Die Gemeinde entstand 1290 aus mehreren Weilern, ihre ersten Statuten wurden 1490 verfasst. 1554, mit päpstlicher Sondererlaubnis, gründete Unterbäch eine eigene Pfarrgemeinde, ihre Pfarrkirche wurde 1558 gebaut. Seit 1957, einer historischen Volksabstimmung im Dorf, trägt Unterbäch die Bezeichnung „Rütli der Schweizer Frau“.

## Bevölkerung
| Bevölkerungsentwicklung | Bevölkerungsentwicklung | Bevölkerungsentwicklung | Bevölkerungsentwicklung | Bevölkerungsentwicklung | Bevölkerungsentwicklung | Bevölkerungsentwicklung | Bevölkerungsentwicklung | Bevölkerungsentwicklung | Bevölkerungsentwicklung | Bevölkerungsentwicklung |
| ----------------------- | ----------------------- | ----------------------- | ----------------------- | ----------------------- | ----------------------- | ----------------------- | ----------------------- | ----------------------- | ----------------------- | ----------------------- |
| Jahr                    | 1798                    | 1850                    | 1900                    | 1950                    | 2000                    | 2010                    | 2012                    | 2014                    | 2016                    | 2019                    |
| Einwohner               | 238                     | 228                     | 385                     | 415                     | 426                     | 401                     | 409                     | 404                     | 412                     | 469                     |

## Rütli der Schweizer Frau
Unterbäch wird auch das „Rütli der Schweizer Frau“ genannt, weil dort am 3. März 1957 die erste Schweizer Abstimmung mit Frauenbeteiligung stattfand. Der damalige Gemeinderat hatte beschlossen, die Frauen an einer eidgenössischen Urnenabstimmung über die Ausdehnung der Zivilschutzpflicht auf die Frauen teilnehmen zu lassen (die Vorlage wurde gesamtschweizerisch mit 52 Prozent Nein-Stimmen abgelehnt).
Katharina Zenhäusern (1919–2014) war die erste Schweizerin überhaupt, die eine Stimmkarte in eine helvetische Abstimmungsurne legte. Ihr Ehemann, Gemeindepräsident und Grossrat Paul Zenhäusern (1917–2002), und der Walliser Nationalrat Peter von Roten (1916–1991) waren die Initiatoren der Frauenbeteiligung. Der Medienaufmarsch war riesig, auch Reporter von Der Spiegel und der New York Times berichteten vom Ort des Geschehens, sowie die Schweizer Filmwochenschau in ihrem Beitrag vom 8. März 1957.
An der berühmt gewordenen Abstimmung beteiligten sich 33 der 84 potentiell stimmberechtigten Unterbächer Frauen. Ihre Stimmen, die in einer separaten Urne gesammelt wurden (die Männerstimmen blieben so gültig), wurden allerdings annulliert, da die Frauenbeteiligung damals noch keine rechtliche Grundlage hatte. Trotzdem gab diese erste eidgenössische Frauenabstimmung einen wichtigen Anstoss für die spätere offizielle Einführung des Frauenstimmrechtes. Unterbäch führte bereits 1957 als erste Gemeinde der Schweiz das kommunale Wahl- und Stimmrecht für Frauen ein – trotz Verbot durch den Walliser Staatsrat.

### Ehrenbürgerin und Frauendenkmal
Elisabeth Kopp, die erste Bundesrätin der Schweiz, wurde nach ihrer Wahl in die Landesregierung 1984 Ehrenbürgerin der Gemeinde Unterbäch. Sie weihte 1985 die Unterbächer Gedenkskulptur vor dem Burgerhaus (Gemeindehaus) ein, die der historischen Frauenabstimmung und der ersten Bundesrätin gewidmet wird.

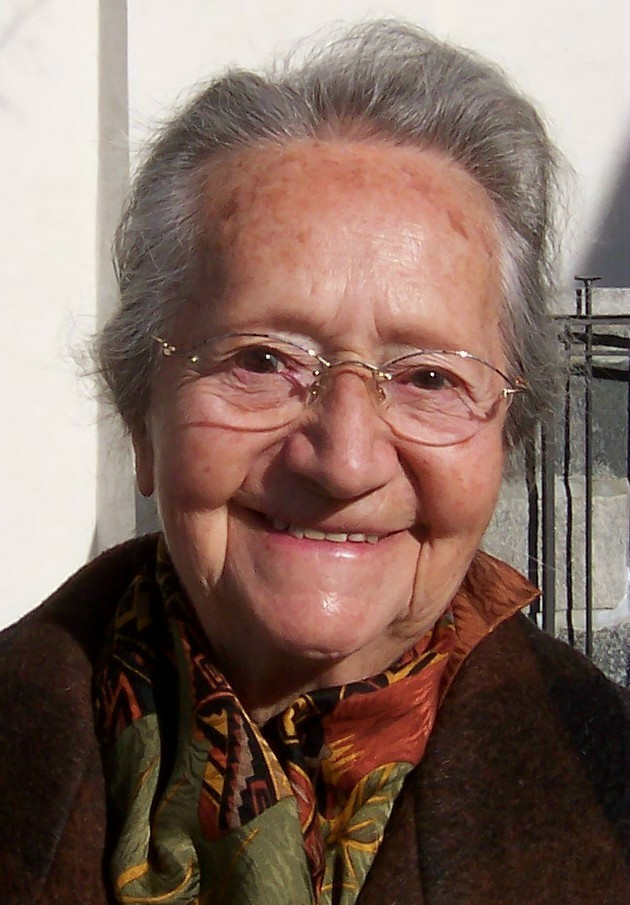
Katharina Zenhäusern
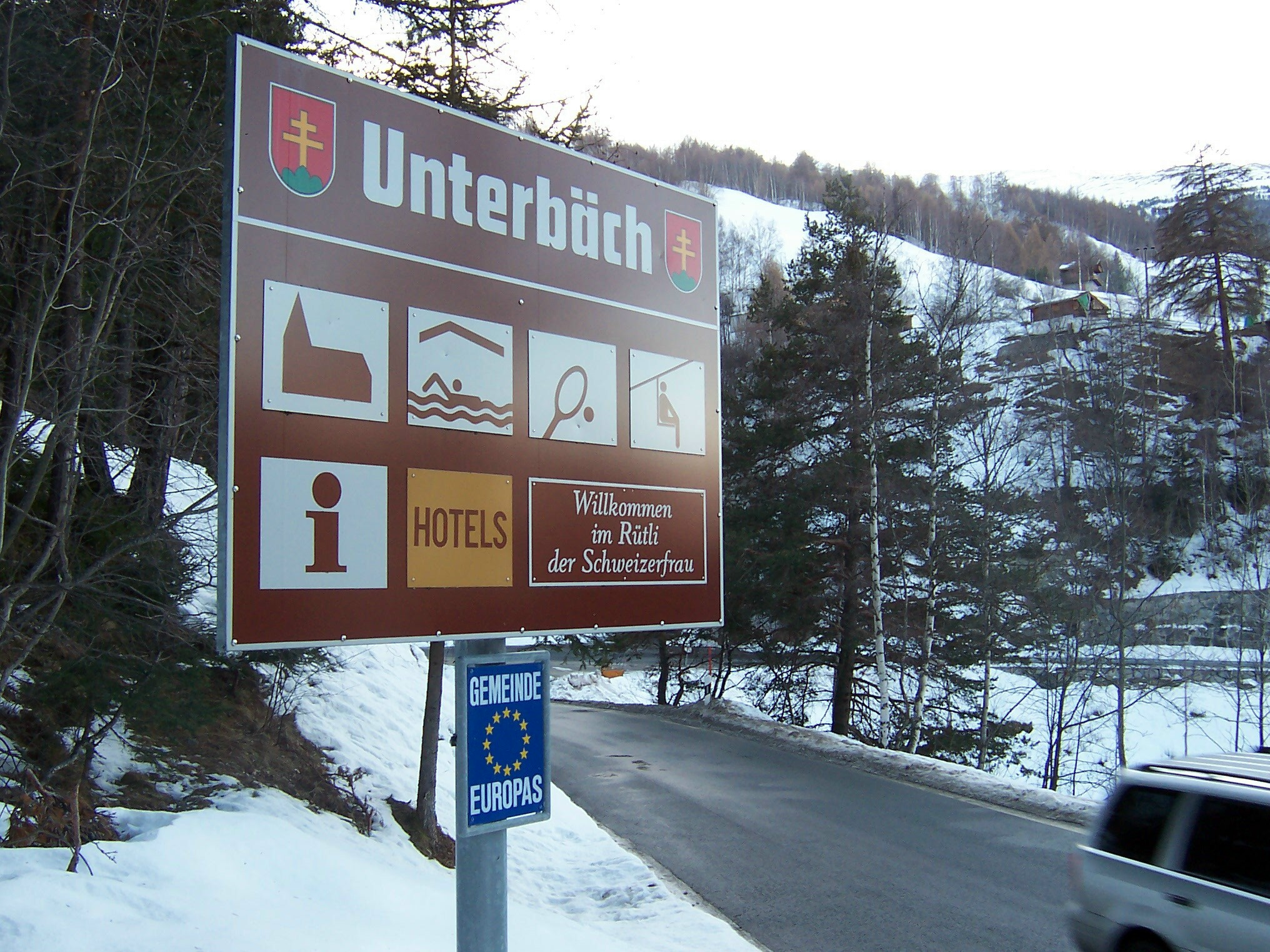
Willkommen in Unterbäch
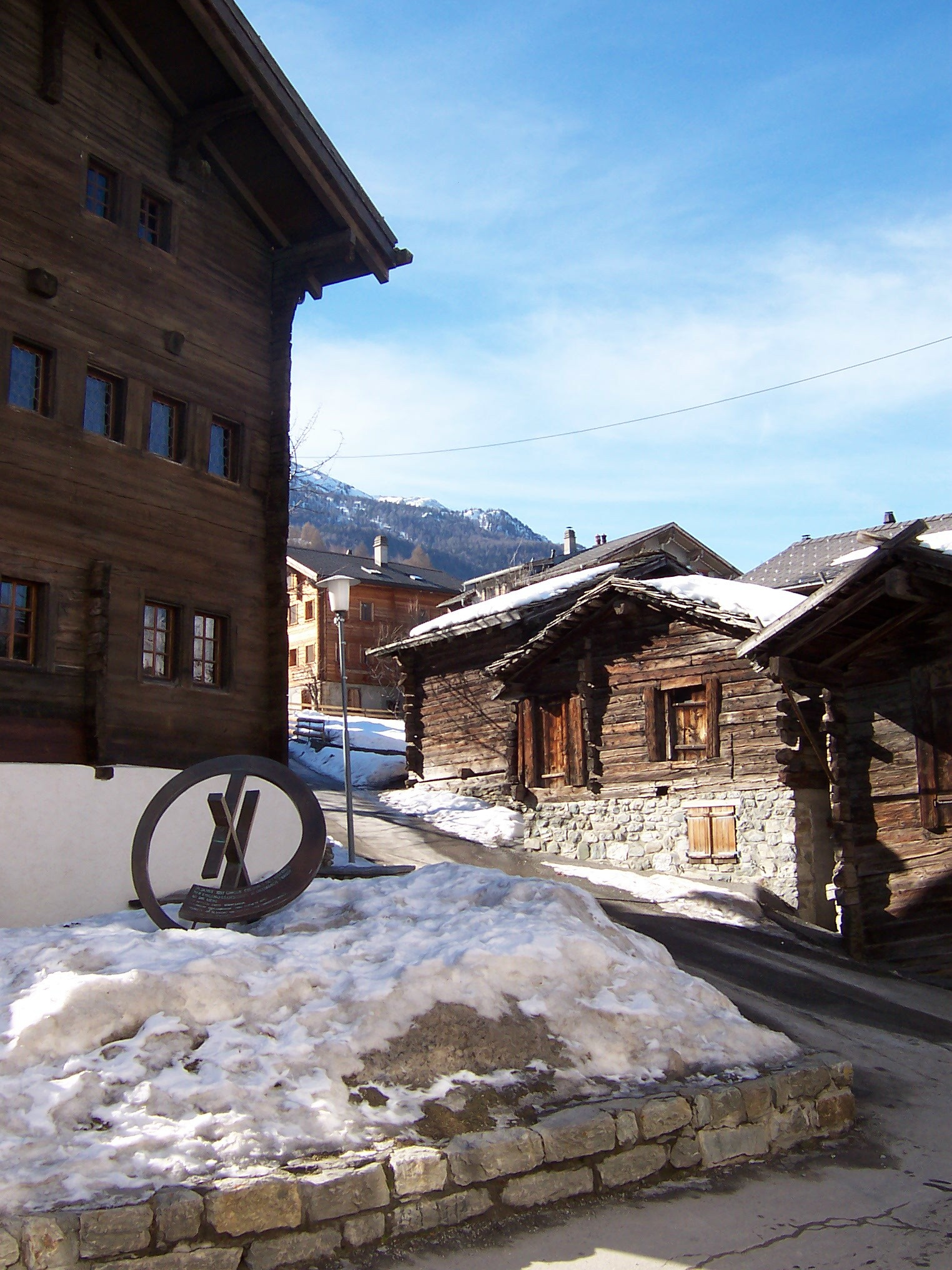
Walliser Häuser
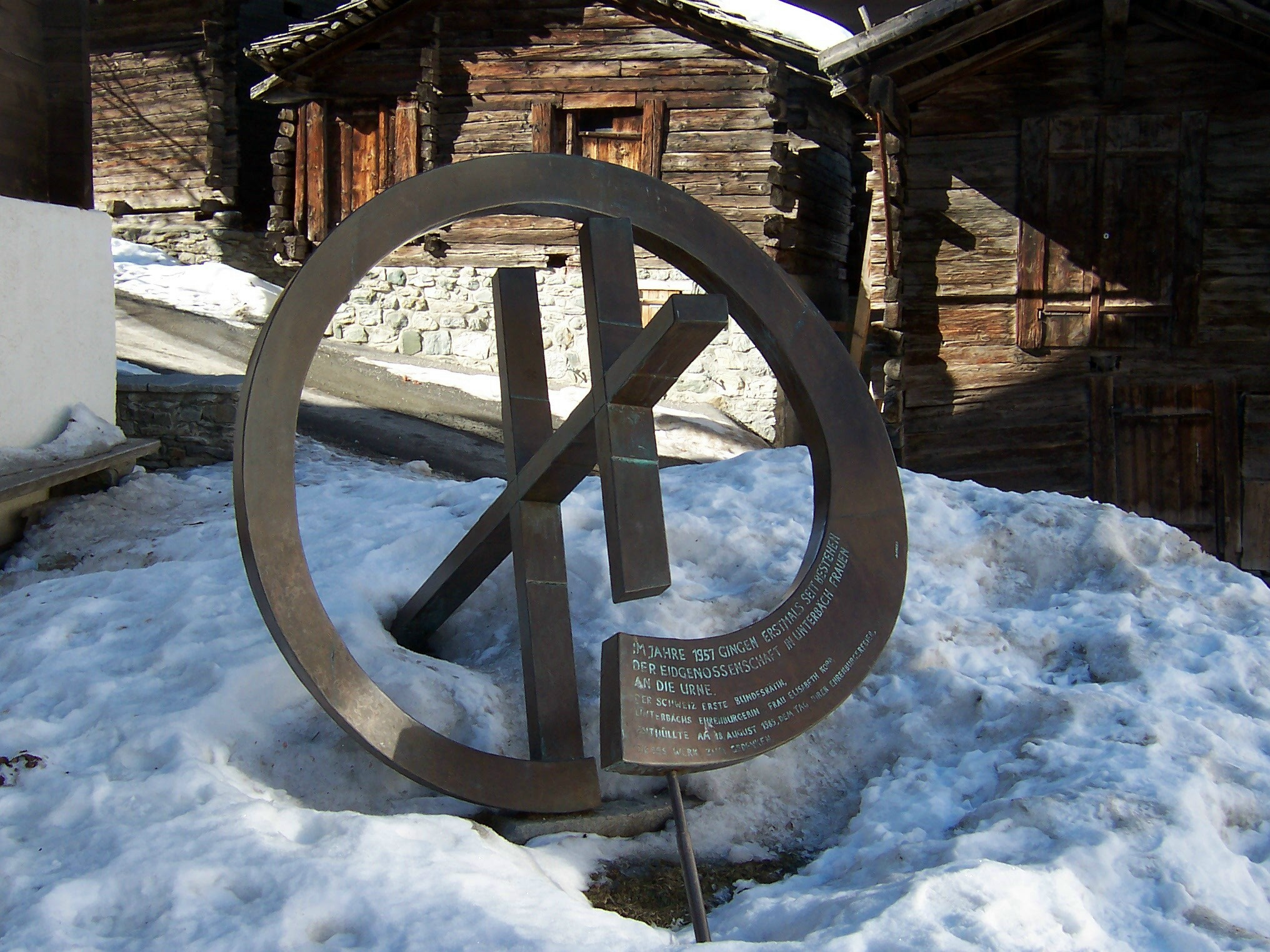
Denkmal Unterbäch

Das robuste, ästhetische Bronzedenkmal des Walliser Künstlers Andreas Henzen aus Visp stellt das unterbächer Wappensymbol, ein Doppelkreuz, mitten in einem schwungvollen, leicht spiralförmigen und immer breiter werdenden Bandes dar. Die Plastik, die in ihrer Form auch einer Sonnenuhr ähnelt, könnte die erfüllte Zeit der Schweizer Frauen bildlich ausdrücken, wie es durch die eingeprägte Widmung am breitesten Teil des Bronzebandes mit Worten formuliert wird: „Im Jahre 1957 gingen erstmals seit Bestehen der Eidgenossenschaft in Unterbäch Frauen an die Urne – Der Schweiz erste Bundesrätin, Unterbächs Ehrenbürgerin Frau Elisabeth Kopp, enthüllte am 18. August 1985, dem Tag ihrer Ehrenbürgerfeier, dieses Werk zum Gedenken.“

### Frauen-Zitatenweg

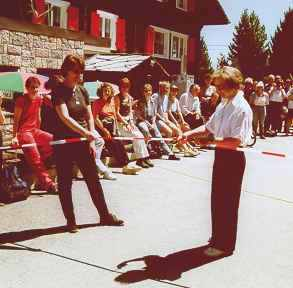
Frauen-Zitatenweg, Eröffnung am 18. Juni 2000

Seit 2000 trägt der 3,5 km lange Wanderweg von Unterbäch nach Brandalp den Namen Frauen-Zitatenweg. Der Weg wurde damals mit zwölf grossen Tafeln, welche Zitate weltberühmter Frauen trugen, markiert. Die dekorativen Hintergrundbilder der Zitatentafel wurden von der Walliser Grafikerin Denis Eyer-Oggier, Naters, gestaltet.

### Erste Gemeindepräsidentin
Anfangs 2009 wurde erstmals eine Frau für die Leitung der Gemeinde gewählt: Rosa Weissen-Zenhäusern, Tochter von Maria Elsig und Leo Zenhäusern, die die historische Frauenabstimmung von 1957 mitgetragen hatten (siehe Rütli der Schweizer Frau).

## Persönlichkeiten
- Sigismund Furrer (1788–1865), Historiograf des Wallis und Provinzial der Schweizer Kapuziner
- Elisabeth Kopp (1936–2023), erste Bundesrätin, Ehrenbürgerin der Gemeinde Unterbäch ab 1985
- Katharina Zenhäusern (1919–2014), die erste Frau überhaupt, die eine Stimmkarte in eine Schweizer Abstimmungsurne legte

## Historische Pfarrkirche
Unterbäch erhielt 1551 vom Papst Julius III. das Privileg der Gründung einer eigenen Pfarrgemeinde, eine Faksimilie der päpstlichen Bulle ist in der unterbächer Kirche ausgestellt. Die Gemeindegründung fand 1554 durch den damaligen Bischof von Sitten Johann Jordan statt, zur Pfarrgemeinde gehörten auch die Bewohner vom Nachbardorf Bürchen. Die gemeinsame einschiffige Pfarrkirche „Heilige Dreifaltigkeit“ entlang der unterbächer Dorfstrasse wurde 1556–1558 im spätgotischen Stil erbaut und 1558 vom Bischof eingeweiht, aus dieser Zeit stammen die Freskoreste und das Tabernakel an der Chorwand. 1675 wurde die Kirche erweitert, im 18. Jahrhundert umgebaut und 1937 renoviert. Die Holzskulpturen sind Meisterwerke der Walliser Bildhauer und Altarbauer Johann Ritz, Hochaltar mit Marienkrönung und Kreuzigungsgruppe am Chorbogen aus 1697, sowie (wohl) Peter Lagger, Seitenaltären aus ca. 1750. Die Baldachinkanzel wurde durch Stiftung der unterbächer Familie Kalbermatten um 1710 errichtet. Ein unbekannter Meister baute um ca. 1700 die historische Orgel an der Empore, die mit Flügelgemälden umrahmt wird. Die Erdbeben vom 1855 verursachte einen Riss am Gewölbe der Kirche, das renoviert werden musste. Zwei ehemalige Kirchenglocken sind am Brunnen des Kirchplatzes zu sehen, die barocke „Mittagsglocke“ aus 1560 und die rokoko „Evangeli- oder Kapetschglocke“ aus 1784. Die Gemeinde Bürchen gründete 1879 eine eigene katholische Pfarrei und trat aus dem Pfarrverband aus. Die unterbächer Pfarrkirche steht unter eidgenössichem Denkmalschutz.

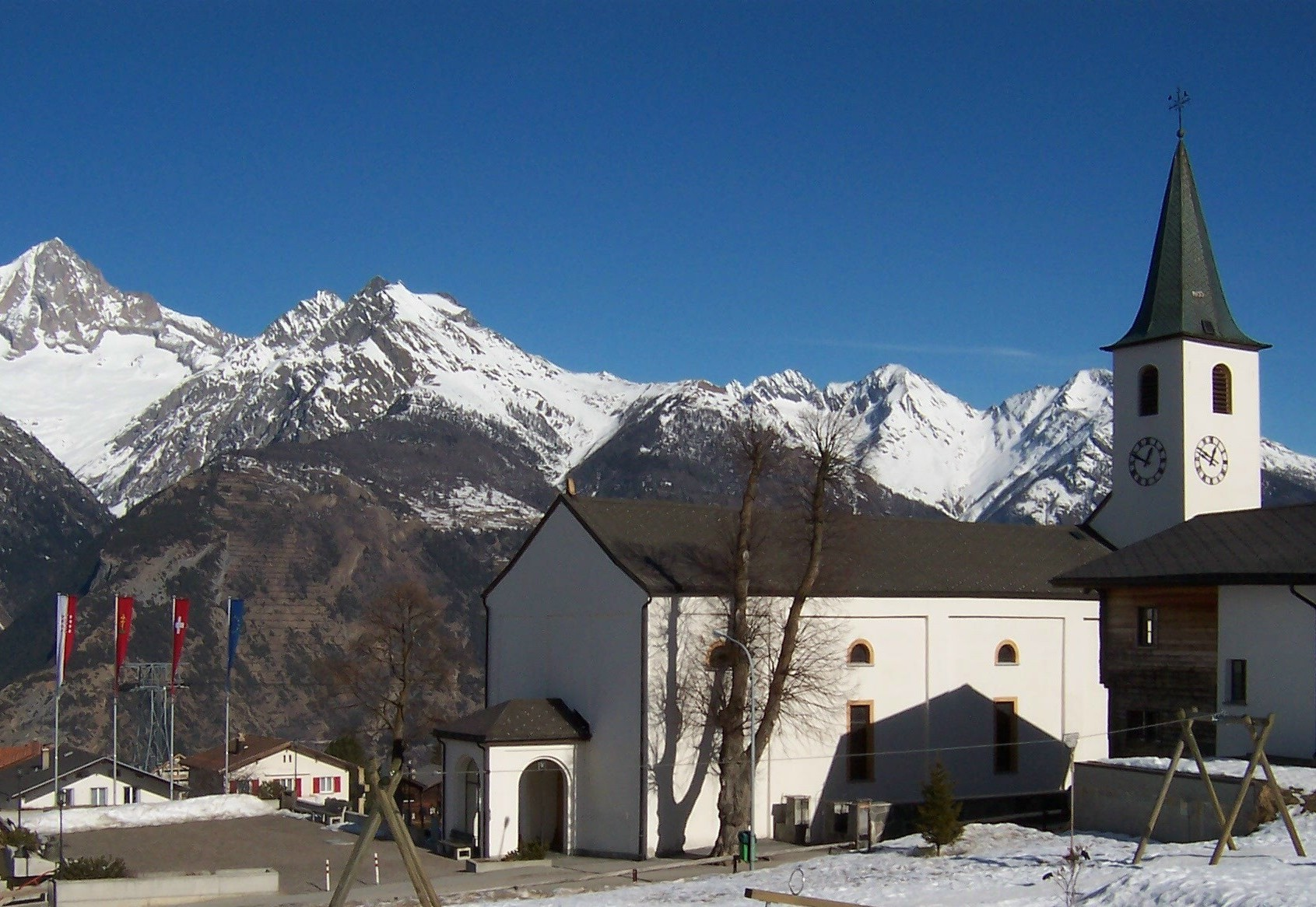
Vom Don-Bosco-Park und
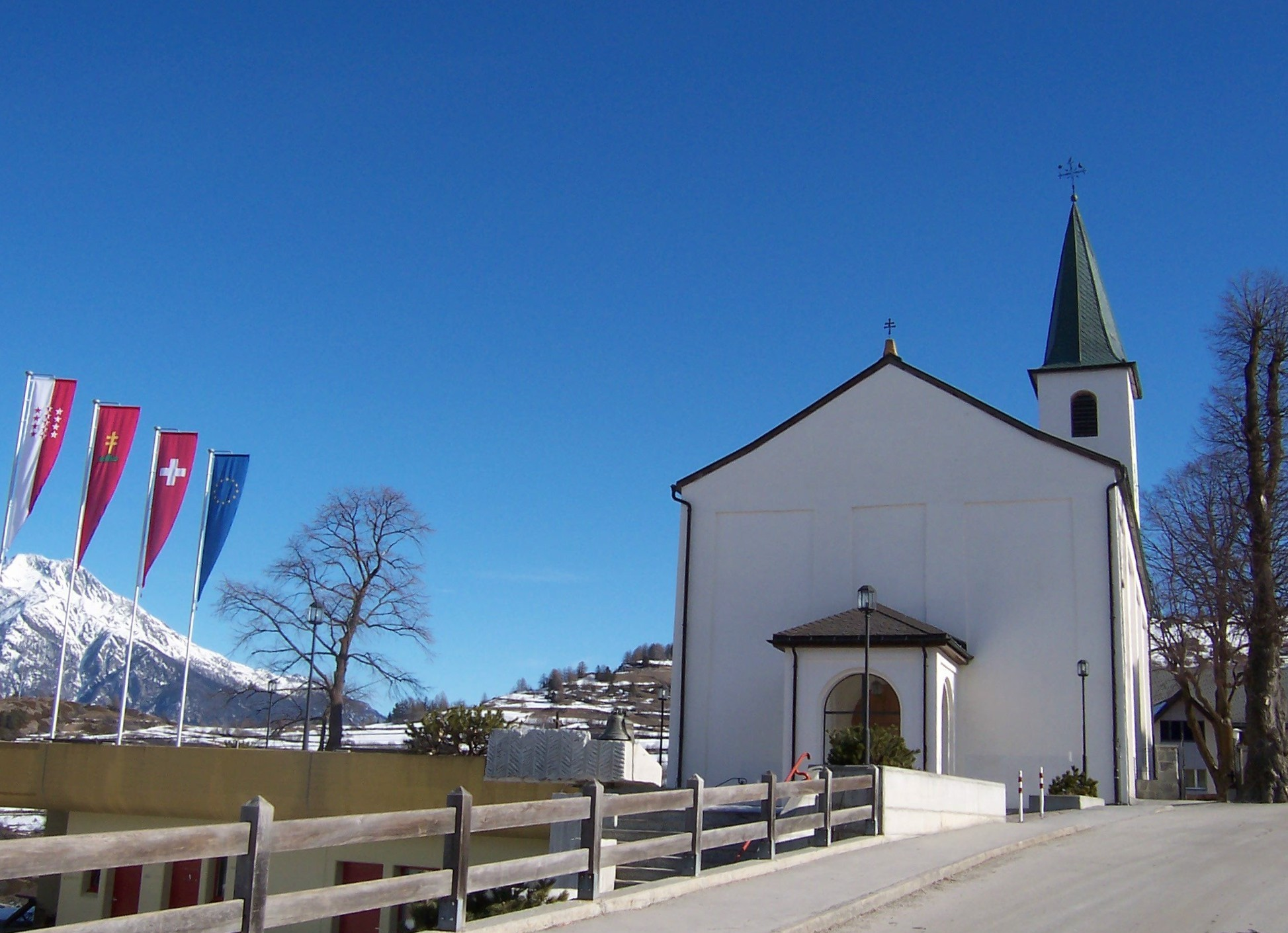
Vom Kirchplatz gesehen
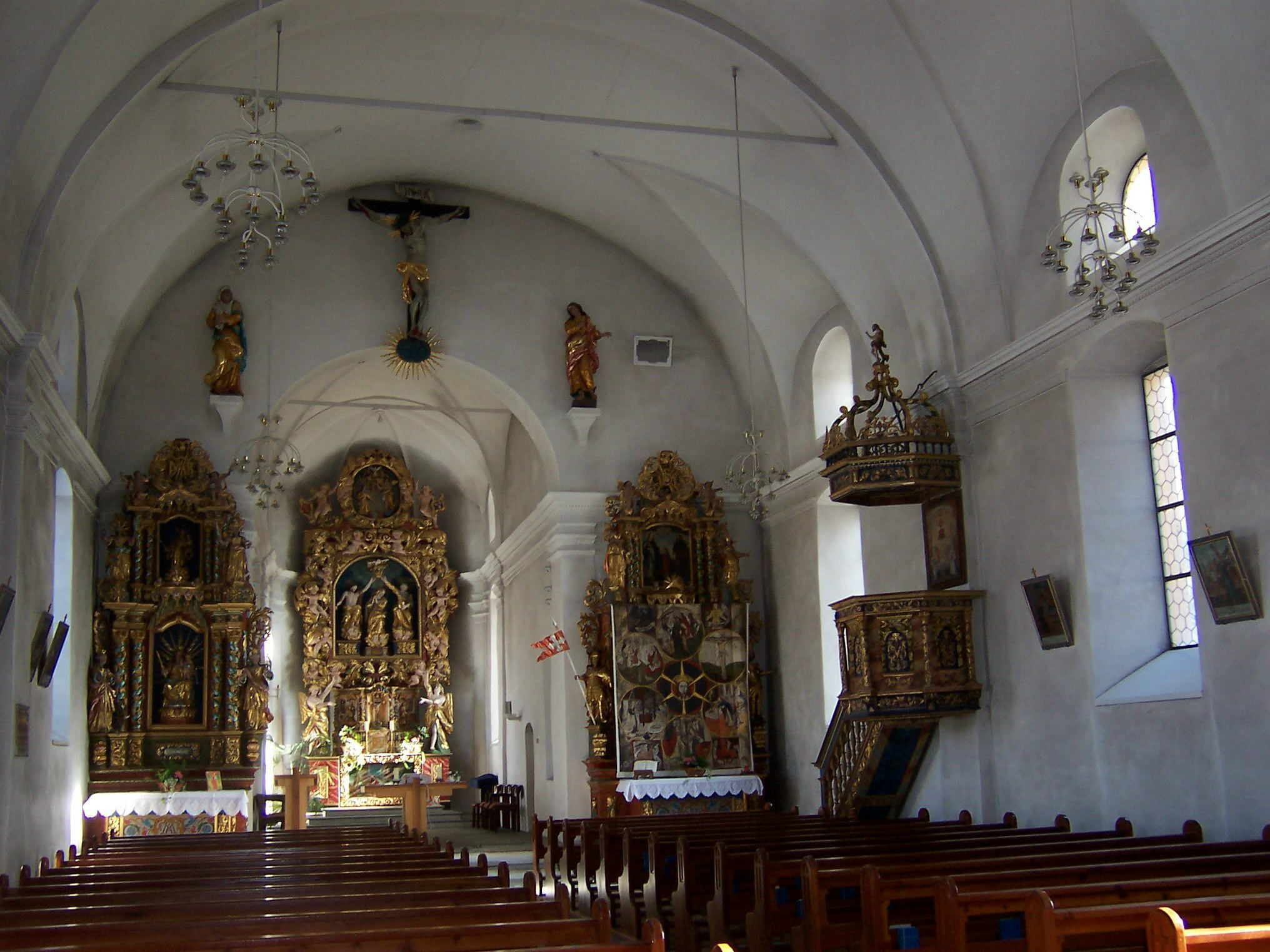
Barocke Innengestaltung
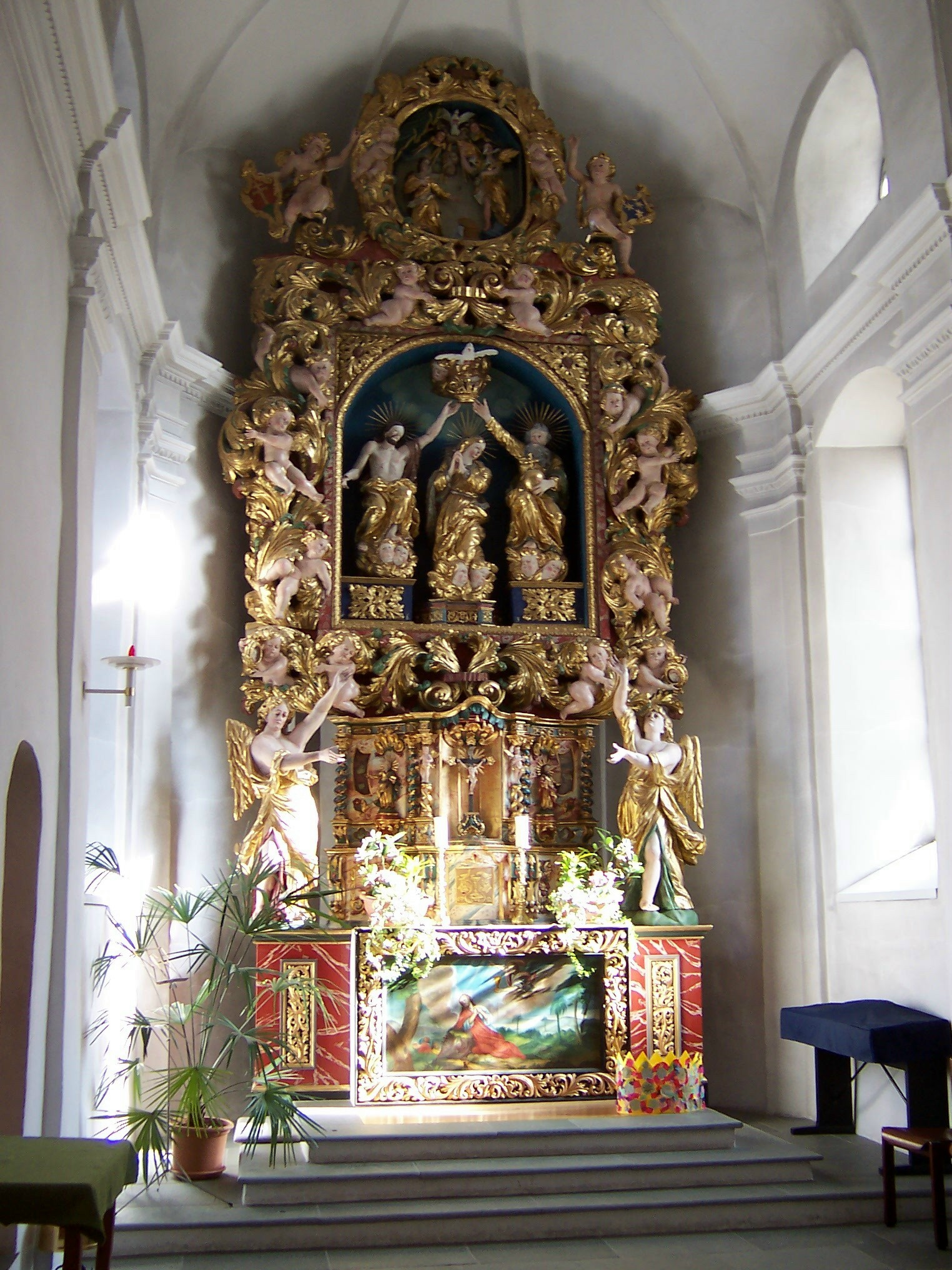
Hochaltar, 1697
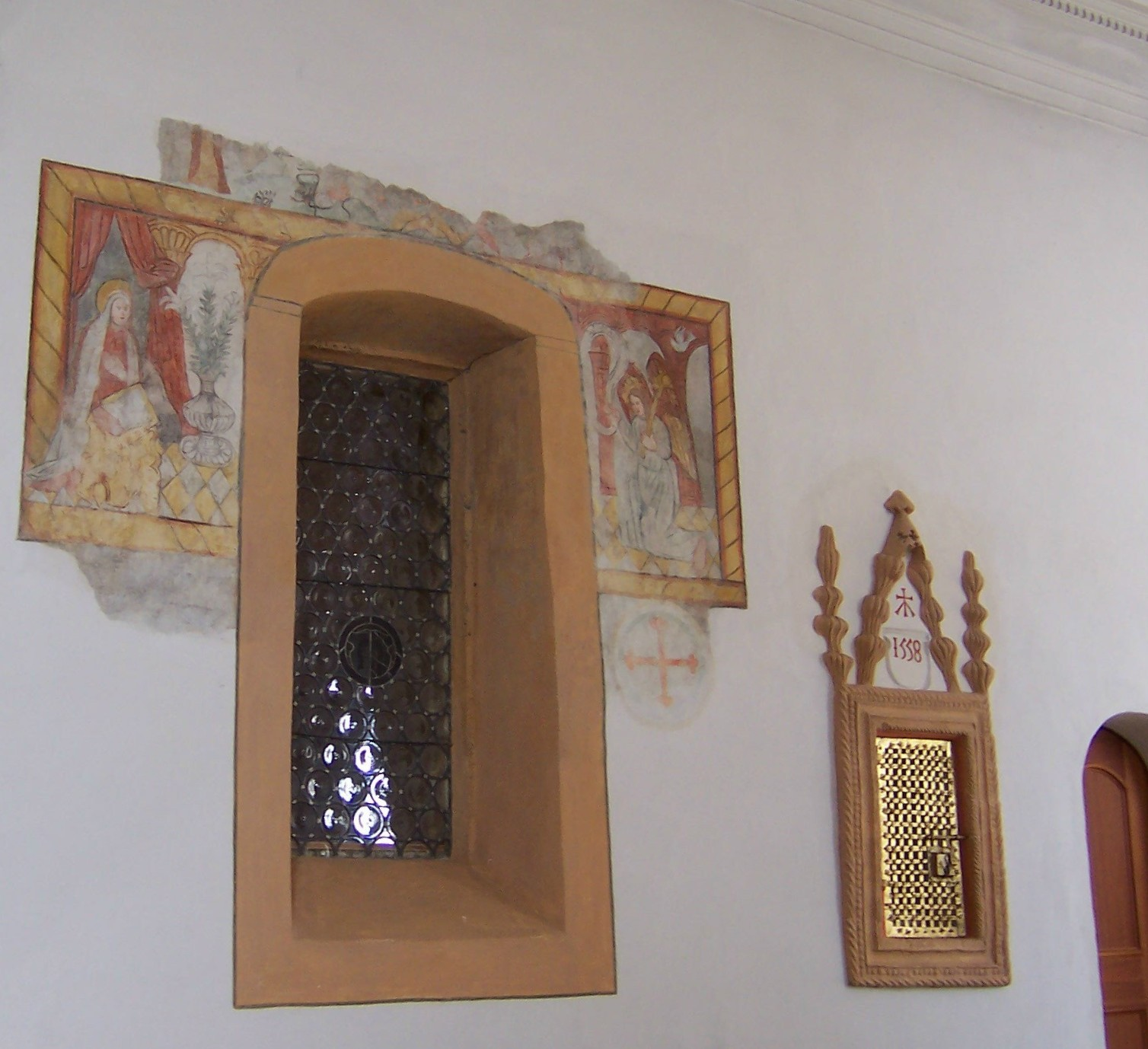
Wandtabernakel und Fresko, Spätgotik
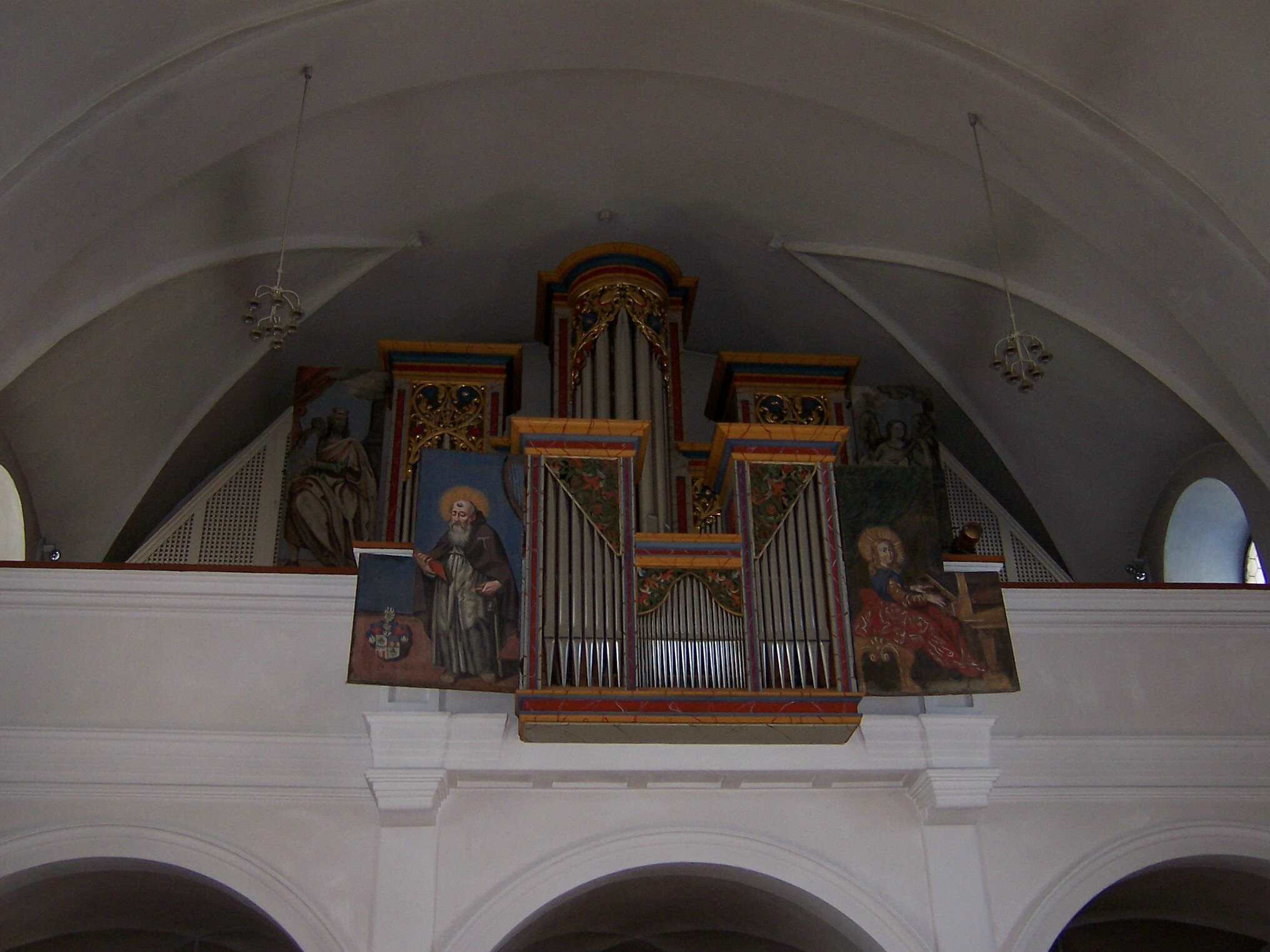
Orgel, ca. 1700
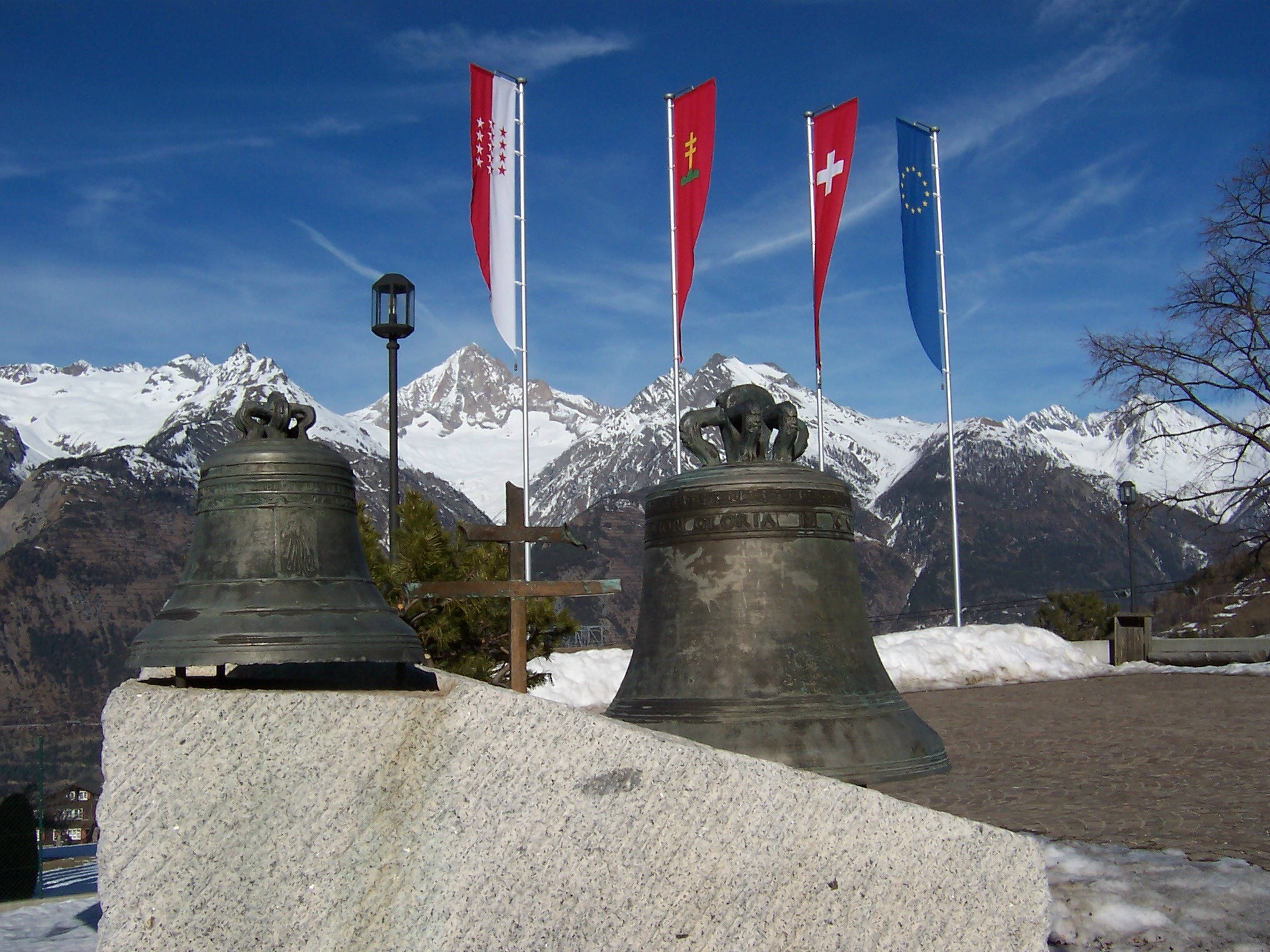
Alte Kirchenglocken
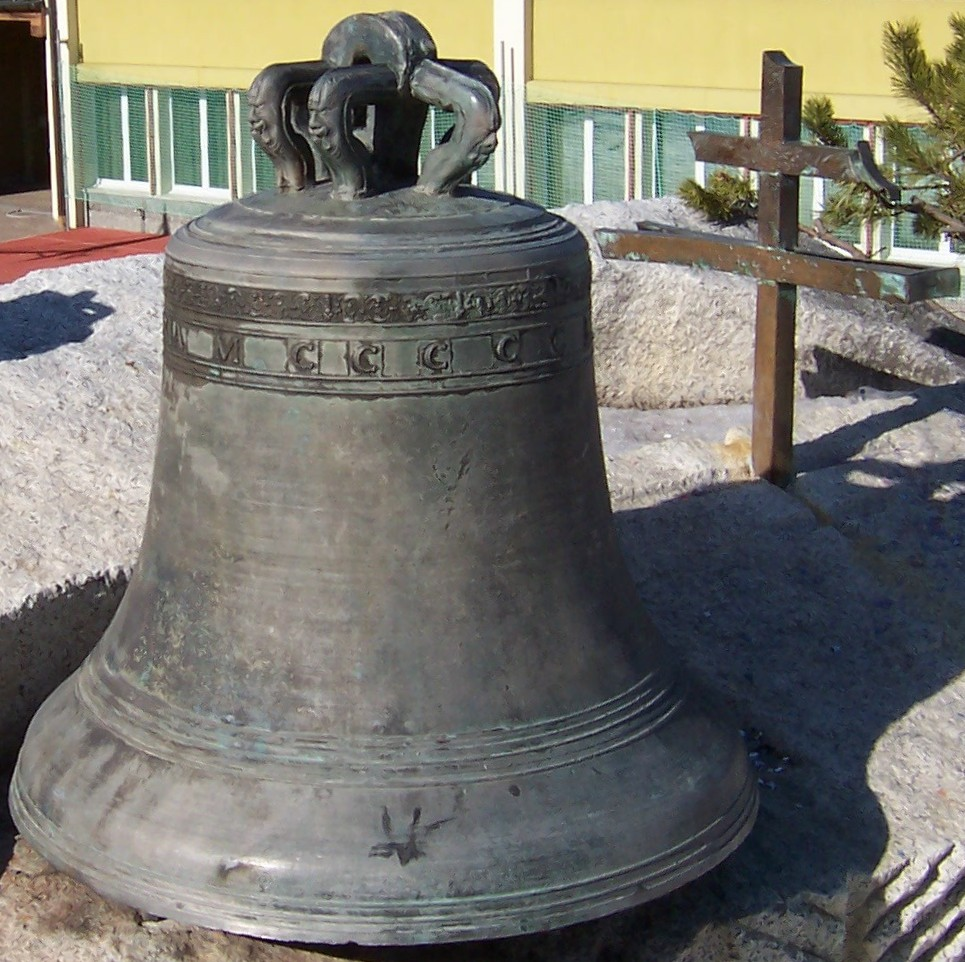
„Mittagsglocke“, 1560

## Weitere Sehenswürdigkeiten

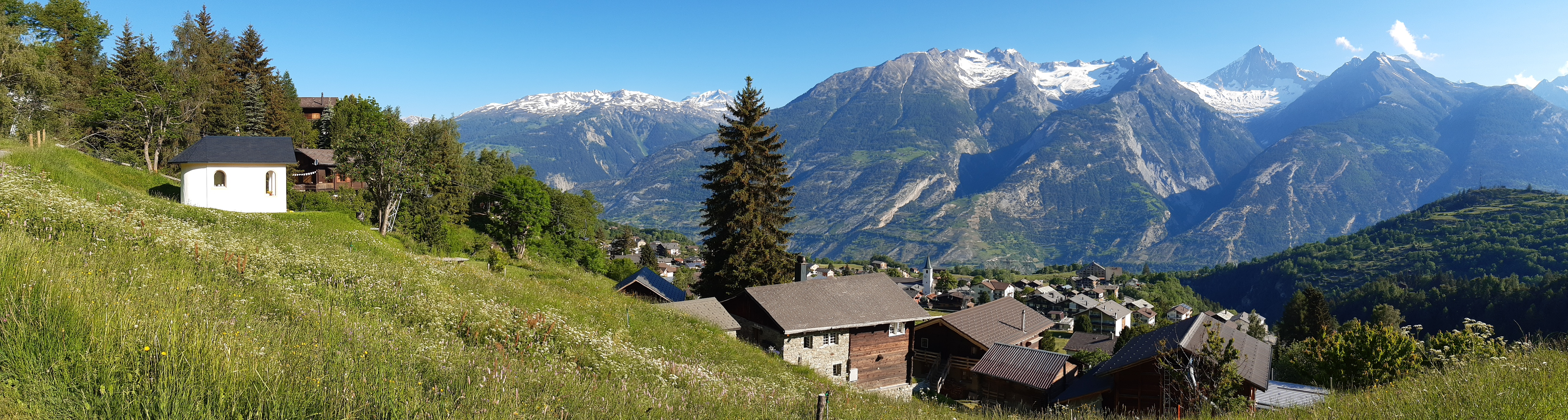
Unterbäch im Frühsommer
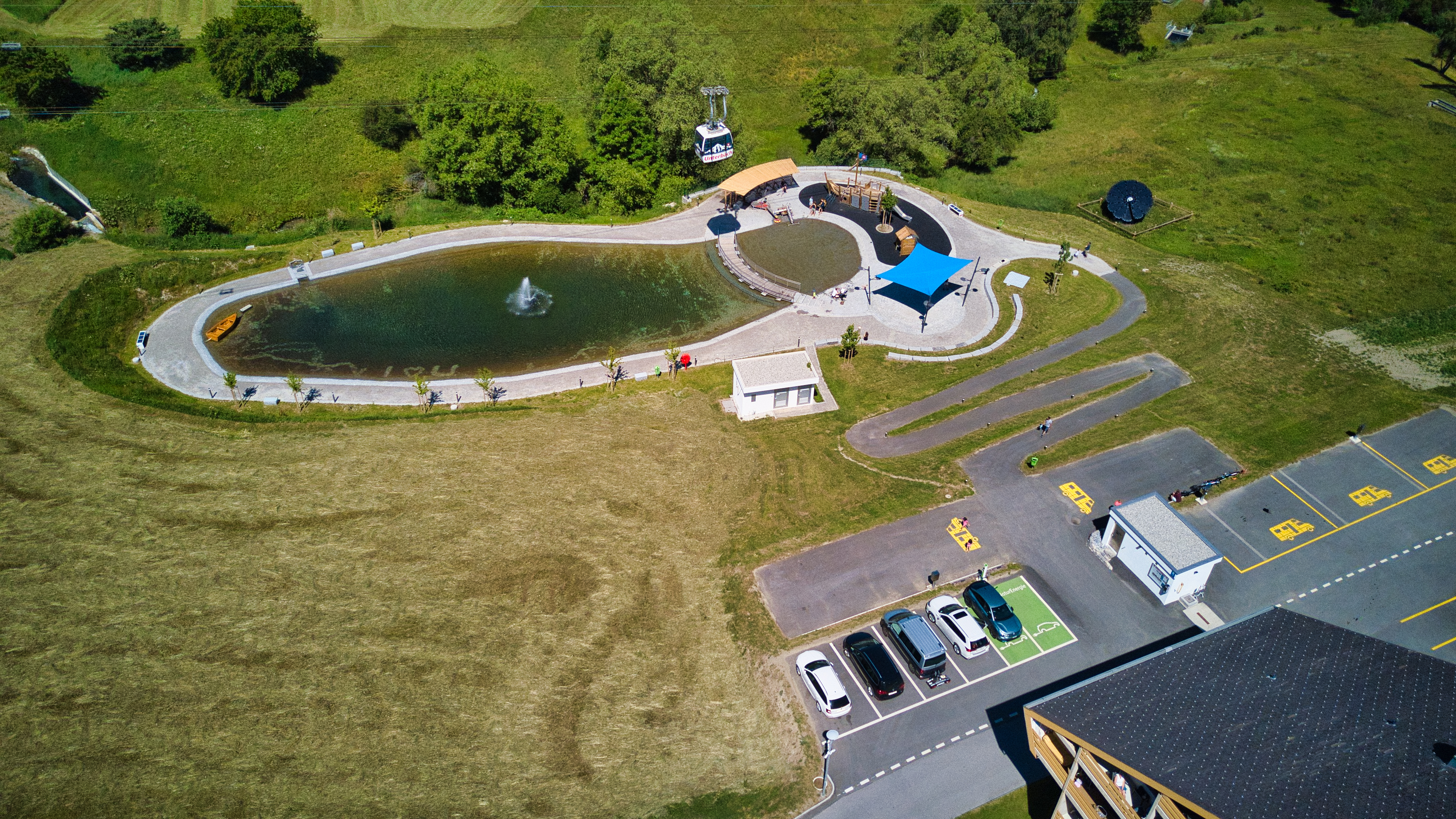
Seepark Augstbord